# Le Pèlerin passionné
Le Pèlerin passionné (The Passionate Pilgrim) est une anthologie de vingt poèmes publiée en 1599 par William Jaggard (en). William Shakespeare est présenté comme le seul auteur des poèmes, mais seuls cinq d'entre eux peuvent lui être attribués avec certitude : trois sont tirés de la pièce Peines d'amour perdues, et deux autres ont été réédités par la suite dans ses Sonnets.

## Sommaire
1. « When my love swears that she is made of truth... » (Shakespeare, Sonnet 138)
2. « Two loves I have, of comfort and despair... » (Shakespeare, Sonnet 144)
3. « Did not the heavenly rhetoric of thine eye... » (Shakespeare, Peines d'amour perdues 4.II)
4. « Sweet Cytherea, sitting by a brook... » (Shakespeare ?)
5. « If love make me forsworn, how shall I swear to love? » (Shakespeare, Peines d'amour perdues 4.II)
6. « Scarce had the sun dried up the dewy morn... » (Shakespeare ?)
7. « Fair is my love, but not so fair as fickle... » (Shakespeare ?)
8. « If music and sweet poetry agree... » (Richard Barnfield)
9. « Fair was the morn when the fair queen of love... » (Shakespeare ?)
10. « Sweet rose, fair flower, untimely pluck'd, soon vaded... » (Shakespeare ?)
11. « Venus, with young Adonis sitting by her... » (Bartholomew Griffin (en))
12. « Crabbed age and youth cannot live together... » (Thomas Deloney ?)
13. « Beauty is but a vain and doubtful good... » (Shakespeare ?)
14. « Good night, good rest. Ah, neither be my share... » (Shakespeare ?)
15. « Lord, how mine eyes throw gazes to the east! » (Shakespeare ?)
16. « It was a lording's daughter, the fairest one of three... » (Shakespeare, Peines d'amour perdues 4.III)
17. « On a day, alack the day! » (Richard Barnfield ?)
18. « When as thine eye hath chose the dame... » (?)
19. « Come live with me and be my love... » / « If all the world and love were young » (Christopher Marlowe / Walter Raleigh)
20. « As it fell upon a day... » (Richard Barnfield)